# Magyarország az 1928. évi nyári olimpiai játékokon
Magyarország a hollandiai Amszterdamban megrendezett 1928. évi nyári olimpiai játékok egyik részt vevő nemzete volt, 109 sportolóval vett részt. A sportolók válogatását és az olimpiai ügyek irányítását az 1927-ben megszüntetett Magyar Olimpiai Bizottság helyett az Országos Testnevelési Tanács végezte.
A megnyitóünnepségen a magyar zászlót Egri Kálmán atléta vitte. A versenyeken a magyar sportolók összesen tíz érmet, öt arany- és öt ezüstérmet szereztek, és ezzel a nem hivatalos éremtáblázaton a kilencedik helyen végeztek. Az elért helyezések alapján számított 80 olimpiai pont 11 ponttal haladja meg az előző olimpián elért eredményt.

## Eredményesség sportáganként
A magyar versenyzők nyolc sportágban, illetve szakágban értek el pontszerző helyezést. Az egyes sportágak eredményessége a következő:
(kiemelve az egyes számoszlopok legnagyobb értéke, illetve értékei)
| Sportág, szakág     | Helyezések száma | Helyezések száma | Helyezések száma | Helyezések száma | Helyezések száma | Helyezések száma | Olimpiai pont | Indulók száma | Indulók száma | Indulók száma |
| Sportág, szakág     |                  |                  |                  | 4.               | 5.               | 6.               | Olimpiai pont | Férfi         | Nő            | Össz.         |
| Atlétika            | 0                | 1                | 0                | 0                | 0                | 0                | 5             | 26            | 1             | 27            |
| Birkózás            | 1                | 1                | 0                | 1                | 1                | 2                | 19            | 6             | 0             | 6             |
| Evezés              | 0                | 0                | 0                | 0                | 0                | 0                | 0             | 6             | 0             | 6             |
| Lovaglás            | 0                | 0                | 0                | 0                | 0                | 0                | 0             | 5             | 0             | 5             |
| Művészeti versenyek | 1                | 0                | 0                | 0                | 0                | 0                | 7             | 5             | 0             | 5             |
| Ökölvívás           | 1                | 0                | 0                | 0                | 1                | 0                | 9             | 4             | 0             | 4             |
| Öttusa              | 0                | 0                | 0                | 0                | 0                | 0                | 0             | 1             | 0             | 1             |
| Torna               | 0                | 0                | 0                | 1                | 0                | 0                | 3             | 8             | 10            | 18            |
| Úszás               | 0                | 1                | 0                | 1                | 0                | 0                | 8             | 6             | 2             | 8             |
| Vitorlázás          | 0                | 0                | 0                | 0                | 0                | 0                | 0             | 6             | 0             | 6             |
| Vívás               | 2                | 1                | 0                | 0                | 2                | 1                | 24            | 14            | 3             | 17            |
| Vízilabda           | 0                | 1                | 0                | 0                | 0                | 0                | 5             | 7             | 0             | 7             |
| Összesen            | 5                | 5                | 0                | 3                | 4                | 3                | 80            | 94            | 16            | 110           |

## Magyar érmesek
| Érem  | Sportoló                                                                                            | Sportág             | Versenyszám             |
| ----- | --------------------------------------------------------------------------------------------------- | ------------------- | ----------------------- |
| Arany | Keresztes Lajos                                                                                     | Birkózás            | kötött fogás-könnyűsúly |
| Arany | Mező Ferenc                                                                                         | Művészeti versenyek | irodalom                |
| Arany | Kocsis Antal                                                                                        | Ökölvívás           | légsúly                 |
| Arany | Tersztyánszky Ödön                                                                                  | Vívás               | kardvívás-egyéni        |
| Arany | Garay János Glykais Gyula Gombos Sándor Petschauer Attila Rády József Tersztyánszky Ödön            | Vívás               | kardvívás-csapat        |
| Ezüst | Szepes Béla                                                                                         | Atlétika            | gerelyhajítás           |
| Ezüst | Papp László                                                                                         | Birkózás            | kötött fogás-középsúly  |
| Ezüst | Bárány István                                                                                       | Úszás               | 100 m gyorsúszás        |
| Ezüst | Petschauer Attila                                                                                   | Vívás               | kardvívás-egyéni        |
| Ezüst | Barta István Halassy Olivér Homonnai Márton Ivády Sándor Keserű Alajos Keserű Ferenc Vértesy József | Vízilabda           | férfi-csapat            |

## További magyar pontszerzők

### 4. helyezettek
| Név | Sportág  | Versenyszám             |
| --- | -------- | ----------------------- |
| Kárpáti Károly | Birkózás | kötöttfogás, pehelysúly |
| Hámos Mária Hennyey Aranka Herpich Rudolfné Kael Anna Kövessy Margit Pályi Margit Rudas Irén Szeiler Nándorné Szöllősi Ilona Tóth Judit | Torna    | összetett, csapat       |
| Bárány István Szigritz Géza Wanié András Wanié Rezső                                                                                    | Úszás    | 4 × 200 m gyorsváltó    |

### 5. helyezettek
| Név                                                        | Sportág   | Versenyszám          |
| ---------------------------------------------------------- | --------- | -------------------- |
| Zombori Ödön                                               | Birkózás  | kötöttfogás, légsúly |
| Széles János                                               | Ökölvívás | harmatsúly           |
| Gombos Sándor                                              | Vívás     | kard, egyéni         |
| Kálniczky Gusztáv Piller György Rozgonyi György Tóth Péter | Vívás     | tőr, csapat          |

### 6. helyezettek
| Név          | Sportág  | Versenyszám               |
| ------------ | -------- | ------------------------- |
| Badó Rajmund | Birkózás | kötöttfogás, nehézsúly    |
| Szalay Imre  | Birkózás | kötöttfogás, félnehézsúly |
| Danÿ Margit  | Vívás    | tőr, egyéni               |